# Осиповка (Казахстан)
О́сиповка (каз. Осипов) — село у складі Алтинсаринського району Костанайської області Казахстану. Входить до складу Великочураковського сільського округу.
Населення — 72 особи (2021; 253 у 2009, 279 у 1999, 285 у 1989).